# Isaria cicadae
Isaria cicadae är en svampart som beskrevs av Miq. 1838. Isaria cicadae ingår i släktet Isaria och familjen Cordycipitaceae.   Inga underarter finns listade i Catalogue of Life.